# 湯浅健二
湯浅 健二（ゆあさ けんじ、1952年5月11日 - ）は、日本のサッカージャーナリスト、サッカー指導者。北海道出身。

## 経歴
北海道美唄市生まれ。 神奈川県立湘南高等学校を経て、武蔵工業大学工学部機械工学科を卒業後、1976年に西ドイツ（当時）のケルン体育大学へ留学。1977年にドイツサッカー協会公認指導者資格「B級ライセンス」、1979年に同「A級ライセンス」取得。1981年に「スペシャルライセンス（プロサッカーコーチライセンス）」を取得し同大学の専門課程修了。
1982年に読売クラブ（現東京ヴェルディ）の専属コーチに就任。1983年からはドイツ人のルディ・グーテンドルフ監督の下でトップチームのコーチを務めた。
サッカージャーナリストとして著書多数。Jリーグでは、浦和レッズを中心に、関東のチームについて言及を行うことが多い。

## 主な出演番組
- REDS NAVI （テレビ埼玉）

## 主な著書
- 『闘うサッカー理論』（三交社、1995年）ISBN 9784879190307
- 『サッカー劇場へようこそ』（日刊スポーツ出版社、1997年）ISBN 9784817201782
- 『サッカー監督という仕事』（新潮社、2000年）ISBN 9784104362011
- 『サッカーを「観る」技術 - スーパープレー5秒間のドラマ』（新潮社、2005年）ISBN 9784104362028
- 『日本人はなぜシュートを打たないのか?』（アスキー新書、2007年）ISBN 9784756149558
- 『サッカー戦術の仕組み--日本人の“サッカーIQ”を高める本』（池田書店、2010年）ISBN 978-4262163345